# Aneurhynchus nodicornis
Aneurhynchus nodicornis är en stekelart som beskrevs av Marshall 1867. Aneurhynchus nodicornis ingår i släktet Aneurhynchus, och familjen hyllhornsteklar. Arten är reproducerande i Sverige.